# 10D busz (Tatabánya)
A tatabányai 10D jelzésű autóbusz a Kertváros, végállomás és a Végállomás között közlekedik. A vonalat a T-Busz Tatabányai Közlekedési Kft. üzemelteti.

## Története
A járatot 2020. március 16-án a koronavírus-járvány miatt bevezetett menetrend részeként indították el, a szünetelő 3-as és 8-as buszcsalád pótlása miatt.

## Útvonala
| Végállomás felé | Kertváros, végállomás felé |
| --- | --- |
| Kertváros, végállomás vá. – Hadsereg utca – Alkotmány utca – Lapatári út – Erdész utca – Réti utca – Dózsa György út – Győri út – Mozdony utca – Jedlik Ányos utca – Mozdony utca – Álmos vezér utca – Komáromi utca – Mártírok útja – Táncsics Mihály út – Eszterházy József utca – Tatai út – Végállomás vá. | Végállomás vá. – Tatai út – Eszterházy József utca – Táncsics Mihály út – Mártírok útja – Komáromi utca – Álmos vezér utca – Mozdony utca – Jedlik Ányos utca – Mozdony utca – Győri út – Dózsa György út – Réti utca – Erdész utca – Lapatári út – Alkotmány utca – Hadsereg utca – Kertváros, végállomás vá. |

## Megállóhelyei
| 0  | Kertváros, végállomás végállomás | 27 | 9, 9D, 38, 38L, 53B, 54 |
| 1  | Kölcsey Ferenc utca              | 26 | 9, 9D, 38, 38L, 53B, 54 |
| 2  | Bányász Művelődési Ház           | 25 | 9, 9D, 38, 38L, 53B, 54 |
| 4  | Gerecse utca                     | 24 | 9, 9D, 38, 38L, 53B, 54 |
| 5  | Kertváros, alsó                  | 23 | 10, 38, 38L |
| 6  | Alkotmány utca                   | ∫  | 38, 38L |
| ∫  | Lapatári út                      | 22 | 10, 38, 38L, 53B, 59B |
| 8  | Mentőállomás                     | 20 | 38, 38L, 51B, 59, 59B |
| 10 | Millennium lakópark              | 18 | 1D, 2, 9D, 38, 38L, 51B, 59, 59B |
| 11 | Bánki Donát iskola               | 17 | 1D, 2, 9D, 38, 38L, 51B, 59, 59B |
| ∫  | Kollégium                        | 15 | 1, 1G, 6, 9, 16, 38, 38L, 50, 59 |
| 13 | Kórház                           | 14 | 1, 1G, 6, 9, 16, 38, 38L, 50, 59, 59B |
| 15 | Vasútállomás                     | ∫  | 1, 1D, 1G, 2, 5, 6, 9, 9D, 10, 16, 38, 38L, 50, 55, 59B 770, 8400, 8401, 8402, 8403, 8406, 8410, 8421, 8422, 8423, 8432, 8435, 8436, 8437, 8441, 8444, 8460, 8462, 8464, 8471, 8472, 8479 1702, 1758, 1784, 1824, 1841, 1842, 1843, 1844, 1845, 1848, 1850, 1851, 1852 S10 G10 S12 IC, EC, EN, gyorsvonat, expresszvonat, |
| 16 | Autóbusz-állomás                 | 11 | 1, 1D, 1G, 2, 5, 6, 9, 9D, 10, 16, 38, 38L, 50, 55, 59B 770, 8400, 8401, 8402, 8403, 8406, 8410, 8421, 8422, 8423, 8432, 8435, 8436, 8437, 8441, 8444, 8460, 8462, 8464, 8471, 8472, 8479 1702, 1758, 1784, 1824, 1841, 1842, 1843, 1844, 1845, 1848, 1850, 1851, 1852 S10 G10 S12 IC, EC, EN, gyorsvonat, expresszvonat, |
| ∫  | Álmos vezér utca                 | 10 | 6, 9, 9D, 10, 59B 8443 |
| 18 | Fő tér                           | 9  | 2, 9, 9D, 10, 16, 38, 38L, 53, 53B, 59B 8443 |
| 20 | Mártírok útja                    | 7  | 2, 9, 9D, 10, 16, 38, 38L, 53, 53B, 59B 8443 |
| 21 | Ifjúság út                       | 6  | 2, 9, 9D, 10, 16, 38, 38L, 53, 53B, 59B 8443 |
| 23 | József Attila Művelődési Ház     | 4  | 10, 53 |
| 24 | Táncsics Mihály út               | 3  | 10, 18, 53 |
| 25 | Autópálya elágazás               | 2  | 10, 18, 53 |
| 27 | Végállomás végállomás            | 0  | 53, 53B, 59, 59B |